# William Basil Wedd
William Basil Wedd, kanadski general in diplomat, * 1890, † 1966.